# Ireneusz Staroń
Ireneusz Staroń (ur. 17 marca 1991 w Lubinie) – polski krytyk literacki, historyk literatury, redaktor, prozaik, doktor nauk humanistycznych, laureat Nagrody Identitas (2024), dwukrotnie (2021, 2024) nominowany do Nagrody Literackiej im. Józefa Mackiewicza.

## Życiorys
Absolwent Uniwersytetu Wrocławskiego. Zajmuje się polską literaturą nowoczesną XX i XXI wieku. W swoich badaniach stosuje metodę bliskiego czytania (close reading) i skupia się na drobiazgowej analizie filologicznej utworu literackiego. Dopiero po takiej analizie wpisuje utwór w szerszy kontekst kulturowy. W swoich badaniach dotyka kontekstów psychologicznych, teologicznych, a także tego, czym jest wiersz wolny jako tekst graficzny. Omawiał między innymi twórczość Brunona Schulza, Floriana Czarnyszewicza (zwłaszcza jego powieść Nadberezyńcy), Stanisława Antoniego Muellera, Krzysztofa Koehlera oraz polską literaturą emigracyjną pisarzy pochodzących z dawnych Kresów.
Od 2015 juror Nagrody Literackiej Czterech Kolumn, wykłada na Studiach Literacko-Artystycznych Uniwersytetu Jagiellońskiego. W 2021 roku uzyskał na Uniwersytecie Wrocławskim stopień doktora nauk humanistycznych w dziedzinie literaturoznawstwo na podstawie rozprawy doktorskiej Fuga i rap. O poezji Krzysztofa Koehlera. W latach 2021–2022 sekretarz redakcji, a następnie w latach 2023–2024 zastępca redaktora naczelnego wydawanego przez Instytut Literatury kwartalnika "Nowy Napis”.
Recenzent miesięcznika „Nowe Książki”. Publikował między innymi w „Arcanach”, „Metaforze”, „Pamiętniku Literackim”, "Pracach Literackich",  „Toposie”, „Twórczości”.  W 2021 roku był nominowany wraz z Pauliną Subocz-Białek do Nagrody Literackiej im. Józefa Mackiewicza za książkę Poza mapą. O „Nadberezyńcach” Floriana Czarnyszewicza. Recenzując tę książkę, Danuta Ulicka nazwała ją  "eposem o eposie", który zapowiada "restytucję tradycyjnej, porządnej filologii". Badaczka, podkreślając wysokie znaczenie książki Poza mapą, porównała ją do studium Artysta i dzieło (1938) autorstwa Konstantego Troczyńskiego, poświęconego Próchnu Wacława Berenta. Z kolei Beata Obsulewicz-Niewińska chwaliła w książce Poza mapą połączenie języka naukowego z płynnością i błyskotliwością narracji.
Bibliografia publikacji naukowych Staronia dostępna jest na stronie Polskiej Bibliografii Naukowej.

## Twórczość
W 2023 roku ukazała się debiutancka powieść Staronia, Wzgórze Bzów. Pojawiają się w niej wątki związane z wysiedleniem Polaków z dawnej Galicji Wschodniej na Dolny Śląsk po II wojnie światowej. Akcja powieści rozgrywa się w Jędrzychowie (województwo dolnośląskie). W zamierzeniu autora Wzgórze Bzów jest współczesną epopeją, a losy Józefa Jacha, jednego z głównych bohaterów, opierają się na historii jego dziadka, żołnierza Armii Krajowej. Teresa Tomsia określiła powieść mianem "literackiej ballady prozą", w której "Ważny jest zapach i dotyk, słuch i patrzenie, czuwanie i przeczuwanie". Zwracała uwagę, że język tej prozy przypomina język Brunona Schulza i Tadeusza Nowaka. Wojciech Chmielewski nazwał Wzgórze Bzów "poezją w prozie". Natomiast Wojciech Stanisławski porównywał je do prozy poetyckiej z powieści Pawła Huellego.   
Zdaniem Stanisławskiego we Wzgórzu Bzów chodzi o "stereoskopowe nakładanie się (przenikanie, ale i niedopasowanie) światów «tamtego» i «poniemieckiego». O szepty majolik, misek, szuflad na przyprawy". Ważny jest również kontekst Rzezi wołyńskiej, z której ocaleli niektórzy z bohaterów powieści. Z kolei Zbigniew Chojnowski podkreślał, że wartość dzieła Staronia buduje "bogactwo etnograficzne i kulturoznawcze, a także wielowarstwowa aluzyjność", która objawia się w nawiązaniach do klasyków literatury, w tym Adama Mickiewicza, Wiesława Myśliwskiego i Włodzimierza Odojewskiego. Zdaniem Chojnowskiego Staroń "zasila myślenie o zachodnich i północnych krainach bez poczucia winy i wstydu, że po roku 1945 stały się integralną częścią terytorium Polski. To bardzo istotne osiągnięcie etyczno-literackie". Za dużą wartość powieści uznano także wykorzystanie autentycznej gwary z okolic dawnego Drohobycza. Za Wzgórze Bzów Staroń otrzymał Nagrodę Identitas (2024), wyróżnienie Nagrody Feniks (2024), był nominowany do Nagrody Literackiej im. Józefa Mackiewicza (2024) oraz do Nagrody Silesiana (2024). Jurorzy, uzasadniając przyznanie Staroniowi Nagrody Identitas, podkreślili między innymi, że jego powieść traktuje o "pamięci, przeszłości i wygnaniu – odwołując się w pewien sposób do tęsknoty i wierności prozy Floriana Czarnyszewicza". Do Nadberezyńców Czarnyszewicza porównał Wzgórze Bzów także Jerzy Gizella w recenzji drukowanej na łamach czasopisma "Arcana".  

## Publikacje

### Książki naukowe
- Paulina Subocz-Białek, Ireneusz Staroń, Nadkolory i nadaromaty. Schulz, Mueller, Blecher, Lublin 2017, ISBN 978-83-65172-90-7.
- Paulina Subocz-Białek, Ireneusz Staroń, Nostalgiczna pieśń powrotu. O twórczości Floriana Czarnyszewicza, Instytut Literatury, Kraków 2020, ISBN 978-83-66359-25-3.
- Paulina Subocz-Białek, Ireneusz Staroń, Poza mapą. O „Nadberezyńcach” Floriana Czarnyszewicza, Arcana, Kraków 2020 (II wyd. 2021), ISBN 978-83-65350-56-5.
- Paulina Subocz-Białek, Ireneusz Staroń, Надкольори й надаромати: Шульц, Мюллер, Блекер, tłum. Tetiana Pawlińczuk, Lwów 2022[44], ISBN 978-83-67170-65-9.

- Fuga i rap. O poezji Krzysztofa Koehlera z lat 1986–1998, Instytut Literatury, Kraków 2023, ISBN 978-83-67170-89-5.
- Trzecia część wiersza. O wielogłosowej poezji Krzysztofa Koehlera po roku 2000, Białystok 2024, ISBN 978-83-7657-532-2.

### Powieści
- Wzgórze Bzów, Ursines, Czeladź 2023[45], ISBN 978-83-965895-5-2.